# The Heat Is On
«The Heat Is On» es una canción interpretada por Glenn Frey y escrita por Harold Faltermeyer y Keith Forsey para la película Beverly Hills Cop (1984). La canción fue publicada como sencillo y como la sexta pista del álbum Beverly Hills Cop: Original Motion Picture Soundtrack (1984).

## Información de la canción
Según Frey, fue invitado a una de las primeras proyecciones de la película, y unos dos meses después se le envió un demo de una canción escrita por Keith Forsey y Harold Faltermeyer para ver si estaba interesado en cantarla. El músico aceptó y grabó la parte vocal en un día. El solo de guitarra es interpretado por el propio Glenn Frey.  
En Estados Undios alcanzó el número 2 en la lista Billboard Hot 100 en marzo de 1985. También fue popular internacionalmente, llegando al número 2 en la lista ARIA Charts de Australia, el número 8 en la Canadian Singles Chart de Canadá y el número 12 en la UK Singles Chart del Reino Unido.  

## Vídeo musical
El video musical de la canción mostraba a un editor de cine montando escenas para Beverly Hills Cop mientras Frey y una banda tocaban la canción en la habitación adyacente, con escenas de acción de la película intercaladas directamente. Entre los músicos que se muestran en el video se encuentra la saxofonista Beverly Dahlke-Smith (la grabación real fue realizada por el trompetista de sesión David Woodford) y el baterista Michael Huey.

## Lista de canciones
sencillo 7"
A "The Heat Is On"  –  3:45
B "Shoot Out – 2:44
maxi 12"
A "The Heat Is On" (Extended Version) – 6:04
B1 "The Heat Is On" (Dance Version) – 5:40
B2 "The Heat Is On" (Dub Version) – 2:39

## Posicionamiento en listas
| Lista (1984-1985)                                       | Máxima posición |
| ------------------------------------------------------- | --------------- |
| Alemania (Offizielle Deutsche Charts)                   | 4               |
| Australia (Kent Music Report)                           | 2               |
| Austria (Ö3 Austria Top 40)                             | 27              |
| Bélgica (Flandes) (Ultratop 50)                         | 27              |
| Canadá (RPM Top Singles)                                | 8               |
| Estados Unidos (Billboard Hot 100)                      | 2               |
| Estados Unidos (Mainstream Rock)                        | 4               |
| Estados Unidos (Adult Contemporary)                     | 36              |
| Finlandia Finnish Singles (The Official Finnish Charts) | 13              |
| Irlanda (IRMA)                                          | 6               |
| Noruega (VG-lista)                                      | 2               |
| Nueva Zelanda (Recorded Music NZ)                       | 22              |
| Países Bajos (Mega Single Top 100)                      | 19              |
| Reino Unido (UK Singles Chart)                          | 12              |
| Suecia (Sverigetopplistan)                              | 5               |
| Suiza (Schweizer Hitparade)                             | 5               |

## Músicos
- Glenn Frey - voz principal y coros, solo de guitarra
- Harold Faltermeyer - teclados, bajo
- Richie Zito - guitarras
- Keith Forsey - batería, coros
- David Woodford - saxofón